# Đội tuyển bóng đá quốc gia România
Đội tuyển bóng đá quốc gia România (tiếng Romania: Echipa națională de fotbal a României) là đội tuyển cấp quốc gia của România do Liên đoàn bóng đá România quản lý.
Trận thi đấu quốc tế đầu tiên của đội tuyển România là trận gặp đội tuyển Nam Tư là vào năm 1922. Thành tích tốt nhất của đội cho đến nay là lọt vào tứ kết tại World Cup 1994 và Euro 2000.

## Thành tích tại các giải đấu

### Giải vô địch thế giới
Đội tuyển România đã bảy lần tham dự vòng chung kết giải vô địch bóng đá thế giới, trong đó có một lần vào tứ kết.
| Năm           | Thành tích               | Số trận                  | Thắng                    | Hòa*                     | Thua                     | Bàn thắng                | Bàn thua                 |
| ------------- | ------------------------ | ------------------------ | ------------------------ | ------------------------ | ------------------------ | ------------------------ | ------------------------ |
| 1930          | Vòng 1                   | 2                        | 1                        | 0                        | 1                        | 3                        | 5                        |
| 1934          | Vòng 1                   | 1                        | 0                        | 0                        | 1                        | 1                        | 2                        |
| 1938          | Vòng 1                   | 2                        | 0                        | 1                        | 1                        | 4                        | 5                        |
| 1950          | Không tham dự            | Không tham dự            | Không tham dự            | Không tham dự            | Không tham dự            | Không tham dự            | Không tham dự            |
| 1954 đến 1966 | Không vượt qua vòng loại | Không vượt qua vòng loại | Không vượt qua vòng loại | Không vượt qua vòng loại | Không vượt qua vòng loại | Không vượt qua vòng loại | Không vượt qua vòng loại |
| 1970          | Vòng 1                   | 3                        | 1                        | 0                        | 2                        | 4                        | 5                        |
| 1974 đến 1986 | Không vượt qua vòng loại | Không vượt qua vòng loại | Không vượt qua vòng loại | Không vượt qua vòng loại | Không vượt qua vòng loại | Không vượt qua vòng loại | Không vượt qua vòng loại |
| 1990          | Vòng 2                   | 4                        | 1                        | 2*                       | 1                        | 4                        | 3                        |
| 1994          | Tứ kết                   | 5                        | 3                        | 1*                       | 1                        | 10                       | 9                        |
| 1998          | Vòng 2                   | 4                        | 2                        | 1                        | 1                        | 4                        | 3                        |
| 2002 đến 2022 | Không vượt qua vòng loại | Không vượt qua vòng loại | Không vượt qua vòng loại | Không vượt qua vòng loại | Không vượt qua vòng loại | Không vượt qua vòng loại | Không vượt qua vòng loại |
| 2026 đến 2034 | Chưa xác định            | Chưa xác định            | Chưa xác định            | Chưa xác định            | Chưa xác định            | Chưa xác định            | Chưa xác định            |
| Tổng cộng     | 1 lần tứ kết             | 21                       | 8                        | 5                        | 8                        | 30                       | 32                       |

*Tính cả các trận hòa ở các trận đấu loại trực tiếp phải giải quyết bằng sút phạt đền luân lưu.

### Giải vô địch châu Âu
Đội tuyển România đã tham dự 6 vòng chung kết giải vô địch bóng đá châu Âu, trong đó có 2 lần vượt qua vòng bảng, bao gồm một lần vào tứ kết (2000) và một lần dừng bước ở vòng 16 đội (2024).
| Năm           | Thành tích               | Số trận                  | Thắng                    | Hòa*                     | Thua                     | Bàn thắng                | Bàn thua                 |
| ------------- | ------------------------ | ------------------------ | ------------------------ | ------------------------ | ------------------------ | ------------------------ | ------------------------ |
| 1960 đến 1980 | Không vượt qua vòng loại | Không vượt qua vòng loại | Không vượt qua vòng loại | Không vượt qua vòng loại | Không vượt qua vòng loại | Không vượt qua vòng loại | Không vượt qua vòng loại |
| 1984          | Vòng 1                   | 3                        | 0                        | 1                        | 2                        | 2                        | 4                        |
| 1988 đến 1992 | Không vượt qua vòng loại | Không vượt qua vòng loại | Không vượt qua vòng loại | Không vượt qua vòng loại | Không vượt qua vòng loại | Không vượt qua vòng loại | Không vượt qua vòng loại |
| 1996          | Vòng 1                   | 3                        | 0                        | 0                        | 3                        | 1                        | 4                        |
| 2000          | Tứ kết                   | 4                        | 1                        | 1                        | 2                        | 4                        | 6                        |
| 2004          | Không vượt qua vòng loại | Không vượt qua vòng loại | Không vượt qua vòng loại | Không vượt qua vòng loại | Không vượt qua vòng loại | Không vượt qua vòng loại | Không vượt qua vòng loại |
| 2008          | Vòng 1                   | 3                        | 0                        | 2                        | 1                        | 1                        | 3                        |
| 2012          | Không vượt qua vòng loại | Không vượt qua vòng loại | Không vượt qua vòng loại | Không vượt qua vòng loại | Không vượt qua vòng loại | Không vượt qua vòng loại | Không vượt qua vòng loại |
| 2016          | Vòng 1                   | 3                        | 0                        | 1                        | 2                        | 2                        | 4                        |
| 2020          | Không vượt qua vòng loại | Không vượt qua vòng loại | Không vượt qua vòng loại | Không vượt qua vòng loại | Không vượt qua vòng loại | Không vượt qua vòng loại | Không vượt qua vòng loại |
| 2024          | Vòng 2                   | 4                        | 1                        | 1                        | 2                        | 4                        | 6                        |
| 2028          | Chưa xác định            | Chưa xác định            | Chưa xác định            | Chưa xác định            | Chưa xác định            | Chưa xác định            | Chưa xác định            |
| 2032          | Chưa xác định            | Chưa xác định            | Chưa xác định            | Chưa xác định            | Chưa xác định            | Chưa xác định            | Chưa xác định            |
| Tổng cộng     | 1 lần tứ kết             | 20                       | 2                        | 6                        | 12                       | 14                       | 27                       |

*Tính cả các trận hòa ở các trận đấu loại trực tiếp phải giải quyết bằng sút phạt đền luân lưu.

### UEFA Nations League
| Thành tích tại UEFA Nations League | Thành tích tại UEFA Nations League | Thành tích tại UEFA Nations League | Thành tích tại UEFA Nations League | Thành tích tại UEFA Nations League | Thành tích tại UEFA Nations League | Thành tích tại UEFA Nations League | Thành tích tại UEFA Nations League | Thành tích tại UEFA Nations League | Thành tích tại UEFA Nations League | Thành tích tại UEFA Nations League |
| Mùa giải                           | Giải đấu                           | Bảng                               | Pld                                | W                                  | D                                  | L                                  | GF                                 | GA                                 | RK                                 |                                    |
| ---------------------------------- | ---------------------------------- | ---------------------------------- | ---------------------------------- | ---------------------------------- | ---------------------------------- | ---------------------------------- | ---------------------------------- | ---------------------------------- | ---------------------------------- | ---------------------------------- |
| 2018–19                            | C                                  | 4                                  | 6                                  | 3                                  | 3                                  | 0                                  | 8                                  | 3                                  | 32nd                               |                                    |
| 2020–21                            | B                                  | 1                                  | 6                                  | 2                                  | 2                                  | 2                                  | 8                                  | 9                                  | 26th                               |                                    |
| 2022–23                            | B                                  | 3                                  | 6                                  | 2                                  | 1                                  | 3                                  | 6                                  | 8                                  | 29th                               |                                    |
| Tổng cộng                          | Tổng cộng                          | Tổng cộng                          | 18                                 | 7                                  | 6                                  | 5                                  | 22                                 | 20                                 | 26th                               |                                    |

### Thế vận hội
Đội tuyển România đã ba lần tham dự Thế vận hội, trong đó thành tích tốt nhất là vào đến tứ kết.
- (Nội dung thi đấu dành cho cấp đội tuyển quốc gia cho đến kỳ Đại hội năm 1988)

| Năm           | Thành tích               | Số trận                  | Thắng                    | Hòa*                     | Thua                     | Bàn thắng                | Bàn thua                 |
| ------------- | ------------------------ | ------------------------ | ------------------------ | ------------------------ | ------------------------ | ------------------------ | ------------------------ |
| 1900 đến 1920 | Không tham dự            | Không tham dự            | Không tham dự            | Không tham dự            | Không tham dự            | Không tham dự            | Không tham dự            |
| 1924          | Vòng 2                   | 1                        | 0                        | 0                        | 1                        | 0                        | 6                        |
| 1928 đến 1948 | Không vượt qua vòng loại | Không vượt qua vòng loại | Không vượt qua vòng loại | Không vượt qua vòng loại | Không vượt qua vòng loại | Không vượt qua vòng loại | Không vượt qua vòng loại |
| 1952          | Vòng sơ loại             | 1                        | 0                        | 0                        | 1                        | 1                        | 2                        |
| 1956 đến 1960 | Không vượt qua vòng loại | Không vượt qua vòng loại | Không vượt qua vòng loại | Không vượt qua vòng loại | Không vượt qua vòng loại | Không vượt qua vòng loại | Không vượt qua vòng loại |
| 1964          | Tứ kết                   | 6                        | 4                        | 1                        | 1                        | 12                       | 6                        |
| 1968 đến 1976 | Không vượt qua vòng loại | Không vượt qua vòng loại | Không vượt qua vòng loại | Không vượt qua vòng loại | Không vượt qua vòng loại | Không vượt qua vòng loại | Không vượt qua vòng loại |
| 1980 đến 1988 | Không tham dự            | Không tham dự            | Không tham dự            | Không tham dự            | Không tham dự            | Không tham dự            | Không tham dự            |
| Tổng cộng     | 3/24                     | 8                        | 4                        | 1                        | 3                        | 13                       | 14                       |

*Tính cả các trận hòa ở các trận đấu loại trực tiếp phải giải quyết bằng sút phạt đền luân lưu.

## Đội hình hiện tại
Dưới đây là đội hình đã hoàn thành UEFA Euro 2024.

Số liệu thống kê tính đến ngày 2 tháng 7 năm 2024 sau trận gặp Hà Lan.

| Số | VT | Cầu thủ                      | Ngày sinh (tuổi)  | Trận | Bàn | Câu lạc bộ            |
| -- | -- | ---------------------------- | ----------------- | ---- | --- | --------------------- |
| 1  | TM | Florin Niță                  | 3 tháng 7, 1987   | 25   | 0   | Unattached            |
| 12 | TM | Horațiu Moldovan             | 20 tháng 1, 1998  | 11   | 0   | Atlético Madrid       |
| 16 | TM | Ștefan Târnovanu             | 9 tháng 5, 2000   | 1    | 0   | FCSB                  |
|    |    |                              |                   |      |     |                       |
| 2  | HV | Andrei Rațiu                 | 20 tháng 6, 1998  | 21   | 1   | Rayo Vallecano        |
| 3  | HV | Radu Drăgușin                | 3 tháng 2, 2002   | 21   | 0   | Tottenham Hotspur     |
| 4  | HV | Adrian Rus                   | 18 tháng 3, 1996  | 22   | 1   | Pisa                  |
| 5  | HV | Ionuț Nedelcearu             | 25 tháng 4, 1996  | 27   | 2   | Palermo               |
| 11 | HV | Nicușor Bancu                | 18 tháng 9, 1992  | 39   | 2   | Universitatea Craiova |
| 15 | HV | Andrei Burcă                 | 15 tháng 4, 1993  | 31   | 1   | Al-Okhdood            |
| 22 | HV | Vasile Mogoș                 | 31 tháng 10, 1992 | 8    | 0   | CFR Cluj              |
| 24 | HV | Bogdan Racovițan             | 6 tháng 6, 2000   | 4    | 0   | Raków Częstochowa     |
|    |    |                              |                   |      |     |                       |
| 6  | TV | Marius Marin                 | 30 tháng 8, 1998  | 22   | 0   | Pisa                  |
| 8  | TV | Alexandru Cicâldău           | 8 tháng 7, 1997   | 38   | 4   | Galatasaray           |
| 10 | TV | Ianis Hagi                   | 22 tháng 10, 1998 | 39   | 5   | Rangers               |
| 13 | TV | Valentin Mihăilă             | 2 tháng 2, 2000   | 24   | 4   | Parma                 |
| 14 | TV | Darius Olaru                 | 3 tháng 3, 1998   | 20   | 0   | FCSB                  |
| 17 | TV | Florinel Coman               | 10 tháng 4, 1998  | 17   | 1   | FCSB                  |
| 18 | TV | Răzvan Marin                 | 23 tháng 5, 1996  | 59   | 5   | Cagliari              |
| 20 | TV | Dennis Man                   | 26 tháng 8, 1998  | 28   | 7   | Parma                 |
| 21 | TV | Nicolae Stanciu (đội trưởng) | 7 tháng 5, 1993   | 74   | 15  | Damac                 |
| 23 | TV | Deian Sorescu                | 29 tháng 8, 1997  | 19   | 0   | Raków Częstochowa     |
| 26 | TV | Adrian Șut                   | 30 tháng 4, 1999  | 2    | 0   | FCSB                  |
|    |    |                              |                   |      |     |                       |
| 7  | TĐ | Denis Alibec                 | 5 tháng 1, 1991   | 39   | 5   | Muaither              |
| 9  | TĐ | George Pușcaș                | 8 tháng 4, 1996   | 44   | 11  | Genoa                 |
| 19 | TĐ | Denis Drăguș                 | 6 tháng 7, 1999   | 15   | 3   | Trabzonspor           |
| 25 | TĐ | Daniel Bîrligea              | 19 tháng 4, 2000  | 2    | 0   | CFR Cluj              |

### Triệu tập gần đây
Dưới đây là tên các cầu thủ được triệu tập trong vòng 12 tháng.
| Vt | Cầu thủ            | Ngày sinh (tuổi)  | Số trận | Bt | Câu lạc bộ            | Lần cuối triệu tập            |
| -- | ------------------ | ----------------- | ------- | -- | --------------------- | ----------------------------- |
| TM | Răzvan Sava        | 21 tháng 6, 2002  | 0       | 0  | CFR Cluj              | v. Liechtenstein, 7 June 2024 |
| TM | Marian Aioani      | 7 tháng 11, 1999  | 0       | 0  | Rapid București       | v. Colombia, 26 March 2024    |
| TM | Ionuț Radu         | 28 tháng 5, 1997  | 4       | 0  | Bournemouth           | v. Thụy Sĩ, 21 November 2023  |
|    |                    |                   |         |    |                       |                               |
| HV | Cristian Manea     | 9 tháng 8, 1997   | 25      | 2  | CFR Cluj              | v. Colombia, 26 March 2024    |
| HV | Raul Opruț         | 4 tháng 1, 1998   | 4       | 0  | Hermannstadt          | v. Colombia, 26 March 2024    |
| HV | Andres Dumitrescu  | 11 tháng 3, 2001  | 0       | 0  | Sepsi OSK             | v. Thụy Sĩ, 21 November 2023  |
| HV | Andrei Borza       | 12 tháng 11, 2005 | 0       | 0  | Rapid București       | v. Andorra, 15 October 2023   |
| HV | Mário Camora       | 10 tháng 11, 1986 | 10      | 0  | CFR Cluj              | v. Belarus, 12 October 2023   |
|    |                    |                   |         |    |                       |                               |
| TV | Constantin Grameni | 23 tháng 10, 2002 | 0       | 0  | Farul Constanța       | v. Liechtenstein, 7 June 2024 |
| TV | Olimpiu Moruțan    | 25 tháng 4, 1999  | 15      | 1  | Ankaragücü            | v. Colombia, 26 March 2024    |
| TV | Vladimir Screciu   | 13 tháng 1, 2000  | 4       | 0  | Universitatea Craiova | v. Thụy Sĩ, 21 November 2023  |
| TV | Marius Ștefănescu  | 14 tháng 8, 1998  | 2       | 0  | Sepsi OSK             | v. Thụy Sĩ, 21 November 2023  |
| TV | Andrei Artean      | 14 tháng 8, 1993  | 0       | 0  | Apollon Limassol      | v. Thụy Sĩ, 21 November 2023  |
| TV | Tudor Băluță       | 27 tháng 3, 1999  | 12      | 0  | Farul Constanța       | v. Kosovo, 12 September 2023  |
|    |                    |                   |         |    |                       |                               |
| TĐ | Florin Tănase      | 30 tháng 12, 1994 | 18      | 3  | Al-Okhdood            | v. Colombia, 26 March 2024    |
| TĐ | Louis Munteanu     | 16 tháng 6, 2002  | 1       | 0  | Farul Constanța       | v. Belarus, 12 October 2023   |

Chú thích
- INJ = Cầu thủ rút lui vì chấn thương
- RET = Cầu thủ đã giã từ đội tuyển quốc gia

## Các cầu thủ nổi tiếng

### Cầu thủ chơi nhiều trận nhất
10 cầu thủ khoác áo đội tuyển România nhiều nhất tính đến ngày 15 tháng 6 năm 2016 gồm:
| #  | Tên              | Thời gian | Số lần khoác áo | Bàn thắng |
| -- | ---------------- | --------- | --------------- | --------- |
| 1  | Dorinel Munteanu | 1991–2007 | 134             | 16        |
| 2  | Gheorghe Hagi    | 1983–2000 | 124             | 35        |
| 3  | Gheorghe Popescu | 1988–2003 | 115             | 16        |
| 4  | Răzvan Raț       | 2002–2016 | 113             | 2         |
| 5  | Ladislau Bölöni  | 1975–1988 | 102             | 23        |
| 6  | Dan Petrescu     | 1989–2000 | 95              | 12        |
| 7  | Bogdan Stelea    | 1988–2005 | 91              | 0         |
| 8  | Michael Klein    | 1981–1991 | 89              | 5         |
| 9  | Bogdan Lobonț    | 1998–2014 | 86              | 0         |
| 10 | Marius Lăcătuș   | 1984–1998 | 83              | 13        |
| 10 | Mircea Rednic    | 1981–1991 | 83              | 2         |

- (in đậm) - vẫn còn thi đấu

### Cầu thủ ghi nhiều bàn thắng nhất
10 cầu thủ ghi bàn nhiều nhất cho đội tuyển România tính đến ngày 14 tháng 11 năm 2014 gồm:
| # | Tên               | Thời gian | Bàn thắng | Số trận | Hiệu suất |
| - | ----------------- | --------- | --------- | ------- | --------- |
| 1 | Gheorghe Hagi     | 1983–2000 | 35        | 124     | 0.28      |
| 1 | Adrian Mutu       | 2000–2013 | 35        | 77      | 0.45      |
| 3 | Iuliu Bodola      | 1931–1939 | 31        | 48      | 0.64      |
| 4 | Ciprian Marica    | 2003–2014 | 25        | 69      | 0.34      |
| 4 | Viorel Moldovan   | 1993–2005 | 25        | 70      | 0.35      |
| 6 | Ladislau Bölöni   | 1975–1988 | 23        | 102     | 0.22      |
| 7 | Rodion Cămătaru   | 1978–1990 | 21        | 73      | 0.28      |
| 7 | Dudu Georgescu    | 1973–1984 | 21        | 40      | 0.52      |
| 7 | Anghel Iordănescu | 1971–1981 | 21        | 57      | 0.36      |
| 7 | Florin Răducioiu  | 1990–1996 | 21        | 40      | 0.52      |

## Các huấn luyện viên
| - Teofil Moraru 1922 - 1923 - Costel Rădulescu 1923 - Adrian Suciu 1923 - 1924 - Teofil Moraru 1924 - 1928 - Costel Rădulescu 1923 - 1934 - Josef Uridil 1934 - Alexandru Săvulescu 1934 - 1935 - Costel Rădulescu 1935 - 1938 - Alexandru Săvulescu 1938 - Liviu Iuga 1938 - 1939 - Virgil Economu 1939 - 1940 - Liviu Iuga 1940 - Virgil Economu 1941 - 1942 - Jean Lăpuşneanu 1942 - 1943 - Emerich Vogl 1942 - 1943 - Coloman Braun-Bogdan 1945 - Virgil Economu 1946 - Colea Vâlcov 1947 - Emerich Vogl 1947 - Francisc Ronnay 1947 | - Emerich Vogl 1947 - Colea Vâlcov 1948 - Petre Steinbach 1948 - Iuliu Baratky 1948 - Emerich Vogl 1948 - Colea Vâlcov 1949 - Emerich Vogl 1949 - Ion Mihăilescu 1949 - Gheorghe Albu 1950 - Volodea Vâlcov 1950 - Emerich Vogl 1950 - 1951 - Gheorghe Popescu I 1951 - 1957 - Augustin Botescu 1958 - 1960 - Gheorghe Popescu I 1961 - Constantin Teaşcă 1962 - Gheorghe Popescu I 1962 - Silviu Ploeşteanu 1962 - 1964 - Valentin Stănescu 1964 - Silviu Ploeşteanu 1964 - Ilie Oană 1965 - 1966 | - Valentin Stănescu 1967 - Ilie Oană 1967 - Angelo Niculescu 1967 - Constantin Teaşcă 1967 - Angelo Niculescu 1967 - 1970 - Valentin Stănescu 1971 - Angelo Niculescu 1971 - Valentin Stănescu 1971 - Angelo Niculescu 1971 - Valentin Stănescu 1971 - Angelo Niculescu 1971 - Gheorghe Ola 1972 - Angelo Niculescu 1972 - Gheorghe Ola 1972 - Angelo Niculescu 1972 - Gheorghe Ola 1972 - Valentin Stănescu 1973 - 1975 - Cornel Drăguşin 1975 - Stefan Kovacs 1976 - 1979 - Florin Halagian 1979 | - Constantin Cernăianu 1979 - Stefan Kovacs 1980 - Valentin Stănescu 1980 - 1981 - Mircea Lucescu 1981 - 1986 - Emerich Jenei 1986 - 1990 - Gheorghe Constantin 1990 - Mircea Rădulescu 1990 - 1992 - Cornel Dinu 1992 - 1993 - Anghel Iordănescu 1993 - 1998 - Victor Piţurcă 1998 - 1999 - Emerich Jenei 2000 - Ladislau Bölöni 2000 - 2001 - Gheorghe Hagi 2001 - 2002 - Anghel Iordănescu 2002 - 2004 - Victor Piţurcă 2005 - 2008 - Razvan Lucescu 2009 - 2011 - Victor Piţurcă 2011 - |